# Ларисівка
Лари́сівка — колишній населений пункт в Кіровоградській області. Підпорядковувався Гаївській сільській раді.

## Стислі відомості
В часі Голодомору 1932—1933 років нелюдською смертю померло не менше 2 людей.
Станом на 1975 рік входило до складу Ясинуватської сільської ради. Приєднане до Гаївки. Дата зникнення станом на грудень 2022 року невідома.